# Cá thủy tinh đuôi đỏ
Cá thủy tinh đuôi đỏ (tên khoa học: Prionobrama filigera) là một loài cá có nguồn gốc ở lưu vực sông Amazon tại Nam Mỹ.

## Dinh dưỡng
Trong tự nhiên, loài cá này ăn chủ yếu là ấu trùng nước và động vật giáp xác. Trong một bể cá, chúng sẽ dễ dàng thích nghi với một chế độ ăn uống thực phẩm khô thương mại, nhưng được hưởng lợi từ nhiều loại thực phẩm bao gồm cả thức ăn tươi sống và đông lạnh như bo bo và trùn đất.